# Chorismagrion
Chorismagrion is een geslacht van libellen (Odonata) uit de familie van de Synlestidae.

## Soorten
Chorismagrion omvat 1 soort:
- Chorismagrion risi Morton, 1914